# Östingssjön
Östingssjön är en sjö i Härjedalens kommun i Härjedalen och ingår i Ljusnans huvudavrinningsområde. Sjön har en area på 0,699 kvadratkilometer och ligger 418 meter över havet. Sjön avvattnas av vattendraget Ol-Olsån (Gröningsån).

## Delavrinningsområde
Östingssjön ingår i det delavrinningsområde (686737-142562) som SMHI kallar för Utloppet av Östingssjön. Medelhöjden är 503 meter över havet och ytan är 13,72 kvadratkilometer. Räknas de 5 avrinningsområdena uppströms in blir den ackumulerade arean 65,6 kvadratkilometer. Ol-Olsån (Gröningsån) som avvattnar avrinningsområdet har biflödesordning 2, vilket innebär att vattnet flödar genom totalt 2 vattendrag innan det når havet efter 255 kilometer. Avrinningsområdet består mestadels av skog (67 procent) och sankmarker (21 procent). Avrinningsområdet har 0,7 kvadratkilometer vattenytor vilket ger det en sjöprocent på 5,1 procent.